# ドルフィンボーイ
ドルフィンボーイ(Dolphin Boy)は、日本の競走馬。おもな勝鞍に1994年の東京大賞典、東京王冠賞、戸塚記念。

## 概要
- 特記事項なき場合、本節の出典はJBISサーチ[3]

幼駒時代から非常に気性が荒いことで知られ、はじめは美浦トレーニングセンターの阿部新生厩舎に入厩するも、厩務員にケガを負わせるなどしたために登録を抹消され、牧場に戻されたところで川崎競馬場・ 佐々木國廣厩舎に引き取られることになったが、「いきなり小向に入れるのは危険」ということで、一旦乗馬クラブで調教の後に入厩する。入厩後も、馬場内で厩務員を引きずり回して他厩舎が同じ時間帯での調教を差し控えたり、トラックの前で転倒し壁に激突するというアクシデント話に事欠かなかった。
1993年11月18日、川崎競馬場での3歳新馬戦でデビューし、スタート時の躓きもあって5着。2戦目を2着に20馬身の大差をつけて初勝利を飾ると、3戦目も勝って3戦2勝で3歳シーズンを終えた。4歳初戦の特別競走を勝利した後、準重賞のクラウンカップにも勝利して、4連勝で南関東三冠の初戦である羽田盃に臨む。しかしクラウンカップのころから、もともと不安があった左前脚の状態が悪化するなど調子を落としてしまい、クラウンカップ自体は削蹄で腫れを治めたが、調教が十分に積めずに羽田盃を14着、続く東京ダービーを10着の後に休養に入った。休養開けの秋は、初戦の特別競走を3着と好走すると、続く戸塚記念を勝利し、東京王冠賞でも2着アマゾンオペラに2馬身差つけて勝利し、4歳クラシックの最終戦を制覇。脚元の状態も無事だったため年末の東京大賞典に向かい、レースでは逃げの手を打って一時は2馬身差まで迫られるも、直線で再び脚を伸ばして勝利し、4歳シーズンを終えた。古馬になってからは中央競馬の重賞への出走も取りざたされたが脚部不安を発症して長期休養に入り、1996年の浦和記念で復帰もスタートでつまずいた際に骨折してそのまま3コーナーまで走って競走を中止し、これが最期の競馬となった。

## 競走成績
以下の内容は、JBISサーチおよびnetkeiba.comに基づく。
| 年月日 | 年月日 | 年月日 | 競馬場 | 競走名           | 距離          | 頭 数 | 馬 番 | 人気 | 着順     | タイム | 着差 | 騎手     | 斤量 [kg] | 勝ち馬 / （2着馬）     |
| ------ | ------ | ------ | ------ | ---------------- | ------------- | ----- | ----- | ---- | -------- | ------ | ---- | -------- | --------- | ---------------------- |
| 1993   | 11.    | 18     | 川崎   | 3歳イ新馬        | ダ900m（良）  | 8     | 8     | 1人  | 5着      | 0:57.0 | -1.1 | 加納龍生 | 53        | キタサンカイキョウ     |
|        | 12.    | 3      | 川崎   | サラ系3歳イ      | ダ1400m（良） | 9     | 1     | 1人  | 1着      | 1.31.3 | -3.0 | 加納龍生 | 53        | （ケイアイフール）     |
|        | 12.    | 29     | 川崎   | サラ系3歳ロ      | ダ1400m（良） | 11    | 5     | 1人  | 1着      | 1.31.3 | -1.4 | 加納龍生 | 53        | （ワールドオート）     |
| 1994   | 3.     | 18     | 川崎   | チューリップ特別 | ダ1600m（良） | 9     | 3     | 1人  | 1着      | 1.44.0 | -0.3 | 加納龍生 | 54        | （ハートリング）       |
|        | 4.     | 18     | 川崎   | クラウンC        | ダ2000m（良） | 9     | 3     | 1人  | 1着      | 2.11.1 | -1.1 | 野崎武司 | 54        | （ザマハヤブサ）       |
|        | 5.     | 17     | 大井   | 羽田盃           | ダ2000m（良） | 16    | 12    | 3人  | 14着     | 2.11.0 | -3.5 | 野崎武司 | 56        | スペクタクル           |
|        | 6.     | 10     | 大井   | 東京ダービー     | ダ2400m（良） | 16    | 16    | 10人 | 10着     | 2.37.4 | -2.2 | 野崎武司 | 56        | カネショウゴールド     |
|        | 9.     | 21     | 川崎   | 新秋特別         | ダ1600m（良） | 11    | 7     | 2人  | 3着      | 1.43.3 | -0.7 | 山崎尋美 | 55        | ハヤチャンプ           |
|        | 10.    | 19     | 川崎   | 戸塚記念         | ダ2000m（良） | 8     | 2     | 2人  | 1着      | 2.10.2 | -0.4 | 山崎尋美 | 53        | （アマゾンオペラ）     |
|        | 11.    | 10     | 大井   | 東京王冠賞       | ダ2600m（良） | 14    | 10    | 6人  | 1着      | 2.47.3 | -0.4 | 山崎尋美 | 57        | （アマゾンオペラ）     |
|        | 12.    | 23     | 大井   | 東京大賞典       | ダ2800m（良） | 11    | 3     | 1人  | 1着      | 3.00.6 | -0.3 | 山崎尋美 | 54        | （ウィナーズステージ） |
| 1996   | 12.    | 4      | 浦和   | 浦和記念         | ダ2000m（良） | 9     | 9     | 7人  | 競走中止 | -      | -    | 岩城方元 | 56        | ホクトベガ             |

## 血統表
| ドルフィンボーイの血統                             | ドルフィンボーイの血統                                 | ドルフィンボーイの血統                                 | （血統表の出典）                                       | （血統表の出典） |
| 父系                                               | ボールドルーラー系                                     | ボールドルーラー系                                     | ボールドルーラー系                                     | [ § 2 ]          |
| 父 *ルイヴィルサミット Louisville Summit 1980 鹿毛 | 父の父Raja Baba 1968 鹿毛                              | Bold Ruler                                             | Nasrullah                                              | Nasrullah        |
| 父 *ルイヴィルサミット Louisville Summit 1980 鹿毛 | 父の父Raja Baba 1968 鹿毛                              | Bold Ruler                                             | Miss Disco                                             |                  |
| 父 *ルイヴィルサミット Louisville Summit 1980 鹿毛 | 父の父Raja Baba 1968 鹿毛                              | Missy Baba                                             | My Babu                                                | My Babu          |
| 父 *ルイヴィルサミット Louisville Summit 1980 鹿毛 | 父の父Raja Baba 1968 鹿毛                              | Missy Baba                                             | Uvira                                                  |                  |
| 父 *ルイヴィルサミット Louisville Summit 1980 鹿毛 | 父の母Go March 1973 鹿毛                               | *Go Marching                                           | Princequillo                                           | Princequillo     |
| 父 *ルイヴィルサミット Louisville Summit 1980 鹿毛 | 父の母Go March 1973 鹿毛                               | *Go Marching                                           | Leallah                                                |                  |
| 父 *ルイヴィルサミット Louisville Summit 1980 鹿毛 | 父の母Go March 1973 鹿毛                               | Mark-Ye-Maid                                           | Mark-Ye-Well                                           | Mark-Ye-Well     |
| 父 *ルイヴィルサミット Louisville Summit 1980 鹿毛 | 父の母Go March 1973 鹿毛                               | Mark-Ye-Maid                                           | Nina Bruja                                             |                  |
| 母 カネアザミ 1972 黒鹿毛                          | 母の父*バーバー Berber 1965 鹿毛                       | Princely Gift                                          | Nasrullah                                              | Nasrullah        |
| 母 カネアザミ 1972 黒鹿毛                          | 母の父*バーバー Berber 1965 鹿毛                       | Princely Gift                                          | Blue Gem                                               |                  |
| 母 カネアザミ 1972 黒鹿毛                          | 母の父*バーバー Berber 1965 鹿毛                       | Desert Girl                                            | Straight Deal                                          | Straight Deal    |
| 母 カネアザミ 1972 黒鹿毛                          | 母の父*バーバー Berber 1965 鹿毛                       | Desert Girl                                            | Yashmak                                                |                  |
| 母 カネアザミ 1972 黒鹿毛                          | 母の母カネワカタケ 1966 葦毛                           | *Rising Flame                                          | The Phoenix                                            | The Phoenix      |
| 母 カネアザミ 1972 黒鹿毛                          | 母の母カネワカタケ 1966 葦毛                           | *Rising Flame                                          | Admirable                                              |                  |
| 母 カネアザミ 1972 黒鹿毛                          | 母の母カネワカタケ 1966 葦毛                           | レデーラスタム                                         | Migoli                                                 | Migoli           |
| 母 カネアザミ 1972 黒鹿毛                          | 母の母カネワカタケ 1966 葦毛                           | レデーラスタム                                         | *ユーレーシア                                          |                  |
| 母系(F-No.)                                        | ユーレーシア(IRE)系(FN:2-n)                            | ユーレーシア(IRE)系(FN:2-n)                            | ユーレーシア(IRE)系(FN:2-n)                            | [ § 3 ]          |
| 5代内の近親交配                                    | Nasrullah 4 × 5 × 4 = 15.63%、Nearco 5 × 5 × 5 = 9.38% | Nasrullah 4 × 5 × 4 = 15.63%、Nearco 5 × 5 × 5 = 9.38% | Nasrullah 4 × 5 × 4 = 15.63%、Nearco 5 × 5 × 5 = 9.38% | [ § 4 ]          |
| 出典                                               | 1. 2. 3. 4.                                            | 1. 2. 3. 4.                                            | 1. 2. 3. 4.                                            | 1. 2. 3. 4.      |

- 母カネアザミの全妹シラフジビゼンの孫にコスモヴァレンチ（小倉2歳ステークス）[7]。